# Rachael Karker
Rachael Karker (n. 9 septembrie 1997, Guelph⁠(d), Ontario, Canada) este o sportivă ce a reprezentat Canada, medaliată olimpică. A participat la o ediție a Jocurilor Olimpice (2022) în care a câștigat o medalie de bronz.

## Participări
Lista de mai jos prezintă principalele competiții la care a participat Rachael Karker de-a lungul carierei.
- Schi acrobatic la Jocurile Olimpice de iarnă din 2022 - schi half-pipe (feminin)